# Uppdrag mirakel
Uppdrag mirakel eller "Misión milagro" (spanska) är ett humanitärt projekt som inleddes den 8 juli 2004 av regeringarna i Kuba och Venezuela. Projektet syftar till att hjälpa dem med låga inkomster så att de kan få hjälp med olika ögonsjukdomar. Det är ett projekt inom samarbetet inom ALBA.
Projektet har verkat i länder som El Salvador, Guatemala, Ecuador, Colombia, Costa Rica, Venezuela, Bolivia, Argentina och Dominikanska republiken. Den 20 november 2008 bildade Kuba och Angola ett samarbete inom Uppdrag Mirakel. Det afrikanska landets ögonläkare fick utbildning av kubanska specialister.
En del av detta arbete berättas av dem som bodde där i boken "Voces del milagro" (Voice of the Miracle).

## Mål
Planen är att under en period av tio år, ge vård till cirka sex miljoner människor som drabbats av ögonproblem. Planen, som började i Venezuela, tillämpas också i 31 länder i Latinamerika, Västindien, Asien och Afrika.